# 크림스카야역
크림스카야역(러시아어: Крымская)은 모스크바 지하철 모스크바 중앙 순환선의 역이다. 요금 관리 시스템에 의해 모스크바 메트로와 통합되어 있고, 모스크바 메트로와 러시아 철도의 협력으로 서비스를 받고 있다.

## 사진

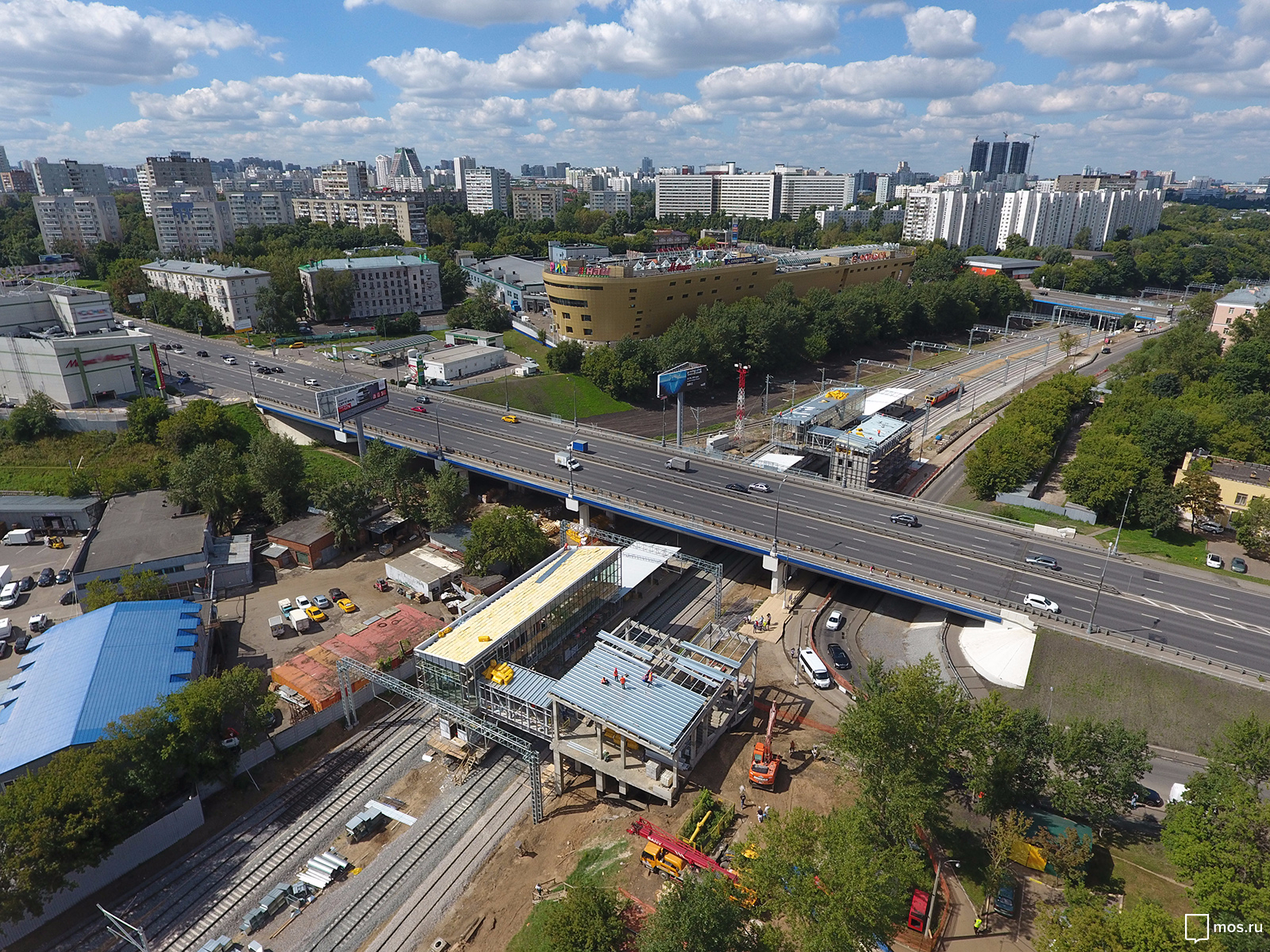
상공에서 본 역사